# Jean-Pierre Kwambamba Masi

Wappen von Jean-Pierre Kwambamba Masi

Jean-Pierre Kwambamba Masi (* 19. August 1960 in Ngi, Bandundu, Demokratische Republik Kongo) ist ein kongolesischer Geistlicher und römisch-katholischer Bischof von Kenge.

## Leben
Jean-Pierre Kwambamba Masi empfing am 17. August 1986 das Sakrament der Priesterweihe für das Bistum Kenge.
Am 31. März 2015 ernannte ihn Papst Franziskus zum Titularbischof von Naratcata und bestellte ihn zum Weihbischof in Kinshasa. Der Erzbischof von Kinshasa, Laurent Kardinal Monsengwo Pasinya, spendete ihm und auch Donatien Bafuidinsoni SJ am 7. Juni desselben Jahres die Bischofsweihe; Mitkonsekratoren waren der Sekretär der Kongregation für den Gottesdienst und die Sakramentenordnung, Kurienerzbischof Arthur Roche, und der Bischof von Inongo, Philippe Nkiere Keana CICM.
Am 28. Oktober 2016 ernannte ihn Papst Franziskus zum Mitglied der Kongregation für den Gottesdienst und die Sakramentenordnung.
Papst Franziskus ernannte ihn am 31. März 2018 zum Bischof von Kenge. Die Amtseinführung erfolgte am 20. Mai desselben Jahres.